# 阿爾瓦羅·奎羅斯
阿爾瓦羅·奎羅斯（西班牙語：Álvaro Quirós García，1983年1月21日—）是西班牙的一位高爾夫球運動員。他在2004年轉為職業高爾夫球運動員。在2007年開始參加高爾夫歐巡賽的賽事。他已經贏得過六個高爾夫歐巡賽賽事的冠軍。

## 外部連結
- 阿爾瓦羅·奎羅斯在歐洲巡迴賽官方網站
- 阿爾瓦羅·奎羅斯在男子高爾夫世界排名的官方網站